# زیباموش کرمانی
زیباموش کرمانی (نام علمی: Calomyscus kermanensis) یک گونه تازه توصیف‌شده از زیباموش بومی ایران است.